# Jethro D. Gründer
Jethro D. Gründer (* 27. Januar 1958 in Görlitz) ist ein deutscher Schauspieler und Regisseur.

## Leben
Von 1983 bis 1987 absolvierte Gründer ein Schauspielstudium an der Theaterhochschule „Hans Otto“ Leipzig. Davon war er zwei Jahre im Schauspielstudio des Dresdner Staatsschauspiels unter Wolfgang Engel tätig. Anschließend erhielt er bis zum Jahr 1993 ein Engagement am Landestheater Eisenach und führte dort auch erstmals Regie.
Nach Abwicklung der Schauspielsparte am Eisenacher Landestheater erfolgte 1993 die Gründung des freien Eisenacher Burgtheaters gemeinsam mit Oliver Nedelmann. Gründer übernahm die künstlerische Leitung und betätigte sich weiterhin als Schauspieler, Regisseur und Autor.
2004 musste sich das Ensemble aufgrund ökonomischer Zwänge auflösen. Gründer versuchte mit diversen Eigenproduktionen, darunter Engelsflug – hallo Mama ich komme, das Burgtheater am Leben zu erhalten. 2005 war Luther – Das Schauspiel eine Premiere zu den Lutherfestspielen in Eisenach, zwei Jahre später folgte Tintenfass und Rosenwunder – Martin träumt Elisabeth.
Im Jahr 2008 zog Gründer nach Wölkau (Gemeinde Demitz-Thumitz) in Sachsen und eröffnete 2009 auf dem dortigen Gutshof das TiP – Theater im Pferdestall.